# Talowaja (Woronesch)
Talowaja (russisch Та́ловая) ist eine Siedlung städtischen Typs in der Oblast Woronesch (Russland) mit 12.219 Einwohnern (Stand 14. Oktober 2010).

## Geographie
Die Siedlung liegt 120 km südöstlich des Oblastverwaltungszentrums Woronesch am Flüsschen Suchaja Tschigla, das gut 10 Kilometer westlich in den Bitjug-Nebenfluss Tschigla.
Talowaja ist Verwaltungszentrum des Rajons Talowski sowie Sitz und einzige Ortschaft der Stadtgemeinde Rabotschi possjolok Talowaja.

## Geschichte
Der Ort wurde 1892 im Zusammenhang mit dem Bau der 1895 eröffneten Eisenbahnstrecke Waluiki – Balaschow gegründet. 1928 wurde er Verwaltungssitz eines Rajons, und 1957 erhielt er den Status einer Siedlung städtischen Typs.

### Bevölkerungsentwicklung
| Jahr | Einwohner |
| ---- | --------- |
| 1939 | 8.514     |
| 1959 | 11.354    |
| 1970 | 12.625    |
| 1979 | 13.075    |
| 1989 | 13.990    |
| 2002 | 13.554    |
| 2010 | 12.219    |

Anmerkung: Volkszählungsdaten

## Verkehr
Talowaja liegt bei Kilometer 262 der zwischen 1965 und 1967 elektrifizierten Bahnstrecke Waluiki – Balaschow – Pensa. In südlicher Richtung zweigt dort eine 1896 eröffnete, 94 km lange Nebenstrecke über Buturlinowka nach Kalatsch ab. Bei der Siedlung kreuzen sich die Regionalstraßen 20K-W2-0 von der Fernstraße R298 bei Anna nach Buturlinowka und 20K-W7-0 von der M4 Don bei Bobrow nach Nowochopjorsk.